# Carlo Bixio
Carlo Andrea Bixio (Milano, 18 dicembre 1941 – Milano, 28 febbraio 2011) è stato un produttore televisivo italiano.

## Biografia
Figlio del noto compositore di musica Cesare Andrea Bixio, ha organizzato per la Rai diversi spettacoli musicali e di intrattenimento leggero (con Baudo, Carrà, Frizzi, Goggi, Grillo, ecc.) e 13 edizioni del Festival di Sanremo fra gli anni ottanta e novanta.
Nel 1960 inizia la sua attività nelle Edizioni musicali Bixio, a Milano, e nella casa discografica Cinevox, a Roma. Nel 1965 viene nominato, dal padre Cesare, direttore del dipartimento delle colonne sonore del proprio gruppo editoriale, aggiungendo al già ricco catalogo altre colonne sonore degli anni settanta, quali ad esempio: Giù la testa, Metti una sera a cena, Profondo Rosso, ecc.
Nel 1980 rileva il 50% della Publispei, allora gestita dal suo fondatore Gianni Ravera, decidendo insieme di rilanciare il Festival di Sanremo. Difatti nel 1984, per la prima volta, venne istituito un voto popolare, svolto attraverso le schedine Totip, con cui il pubblico poteva votare le canzoni del festival preferite. È da quei festival che nascono e si affermano cantanti come Eros Ramazzotti, Zucchero Fornaciari, Vasco Rossi, Laura Pausini e tanti altri, mentre nel Palarock vengono ospitate le più grandi stars internazionali.
Nel 2003 Bixio diventa presidente a tutti gli effetti della Publispei, quando, dopo la morte del patron Gianni Ravera, i figli di quest'ultimo passano la mano a Carlo Andrea. Al timone della società produce fiction televisive di successo, come Un medico in famiglia, I Cesaroni e Tutti pazzi per amore. Nel frattempo, con i colleghi, fonda l'APT, l'associazione produttori televisivi, e crea il Fiction Fest.
Da Caterina Mingione ha avuto 2 figli: Verdiana e Cesare Andrea. Successivamente sposa Gabriella Campennì con la quale ha condiviso più di trent’anni di vita fino al giorno della sua scomparsa. 
Muore il 28 febbraio 2011 a Milano, dove si trovava per lavoro, a causa di un malore improvviso all'età di 69 anni. I funerali sono stati celebrati a Roma, nella chiesa di San Pio X alla Balduina. La salma è stata tumulata nella cappella di famiglia nel cimitero monumentale del Verano.

## Filmografia
- I Cesaroni – serie TV (2006)

## Omaggi
- Nel 2012 la moglie Gabriella, insieme a Rai, Mediaset ed Apa, ha istituito in sua memoria il premio Carlo Bixio, dedicato ai giovani sceneggiatori televisivi.